# Palacio de Carlos V

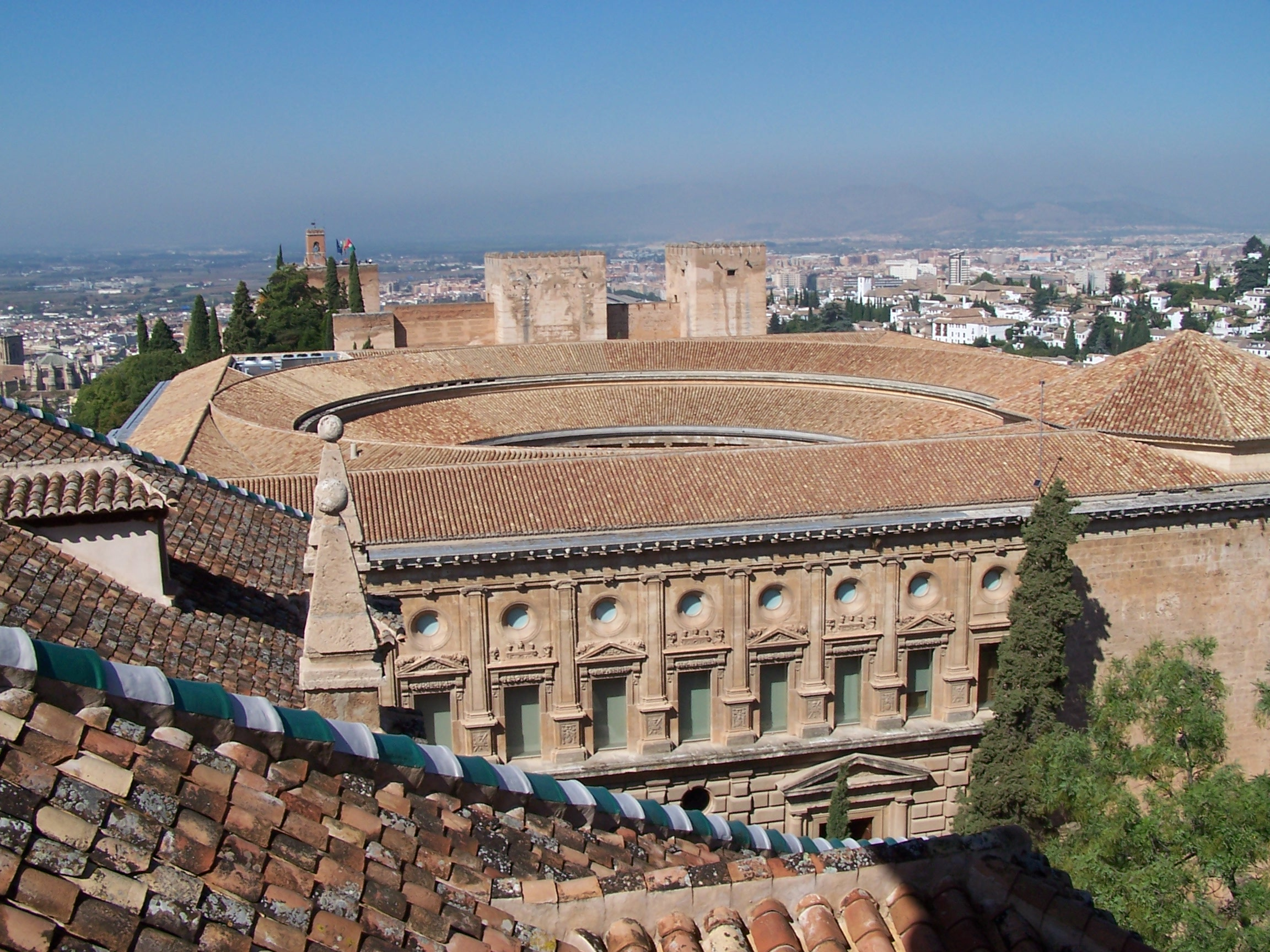
Gesamtansicht

Der Palacio de Carlos V (deutsch Palast Karls V.) ist ein Renaissance-Schloss, das sich in der Alhambra von Granada befindet. Kaiser Karl V. gab dieses Schloss 1527 in Auftrag, aber es wurde nie fertiggestellt, und er hat auch nie dort gelebt. Seit 1958 ist dort das Museum der Schönen Künste untergebracht.

## Geschichte
Für den Palast Karls des Fünften wurden Teile der Naṣridenpaläste in der Alhambra abgerissen. Der Entwurf für das zweistöckige, beinahe kubisch anmutende, um einen runden Innenhof errichtete Gebäude stammt aus dem Jahr 1526 und wurde von Pedro Machuca erarbeitet, der den Bau ab 1527 auch während der folgenden 20 Jahre leitete. Nach seinem Tod 1550 übernahm sein Sohn Luis Machuca die Leitung, und als dieser starb, Juan de Orea. 1568 wurden aufgrund der starken spanischen Verschuldung die Arbeiten eingestellt; Karls Sohn und Nachfolger Philipp II. hatte 1557 und erneut 1575 den Staatsbankrott erklären müssen und bereits 1563 mit dem Bau des Escorial bei Madrid begonnen. Zu diesem Zeitpunkt waren die Außenfassaden zwar fertiggestellt, aber im Innenhof fehlte noch die obere Kolonnade, die erst 1616 eingefügt wurde. Das Bauwerk blieb bis ins 20. Jahrhundert hinein unvollendet.
Nach Jahrhunderten als Bauruine erhielt der Palast erst 1929 ein Dach. Seit 1958 beheimatet der Bau unter anderem das Museo de Bellas Artes de Granada (Museum der Schönen Künste) und das Museum der Alhambra.

## Bauwerk
Das Bauwerk hat einen quadratischen Grundriss mit einer Seitenlänge von 63 Metern. Im Inneren besitzt es einen kreisförmigen Innenhof (Patio) mit einem Durchmesser von 31 Metern. Dieser Patio besitzt eine zweistöckige Säulengalerie mit Säulen aus Konglomeratgestein. Die untere Säulenreihe wird aus 32 dorischen und die obere aus ebenso vielen ionischen Säulen gebildet.
Auch die Geschosse der Außenfassade sind unterschiedlich gestaltet: Das Sockelgeschoss ist als Rustika aus kissenförmigen Quadern ausgeführt, ähnlich wie beim Florentiner Palazzo Strozzi (1489–1539), während das Obergeschoss durch Pilaster gegliedert ist, zwischen denen sich die Fenster befinden. Während die westliche und südliche Fassade reich geschmückt sind, trifft dies für die beiden andern Seiten nicht zu; diese werden von den anderen Bauten der Alhambra verdeckt. 
Auf der West- und der Südseite befindet sich jeweils ein aus grauem Marmor gefertigtes Renaissanceportal. Die Reliefs am Westportal zeigen zeitgenössische Schlachtszenen nach den Entwürfen Machucas. An der Nordostecke des Palastes befindet sich eine achteckige Kapelle, deren geplante hohe Kuppel jedoch nie ausgeführt wurde.